# Palloria bicornutella
Palloria bicornutella är en fjärilsart som beskrevs av Hans Georg Amsel 1961. Palloria bicornutella ingår i släktet Palloria och familjen mott. Inga underarter finns listade i Catalogue of Life.